# Monaco op de Olympische Zomerspelen 1936
Monaco nam deel aan de Olympische Zomerspelen 1936 in Berlijn, Duitsland. Het was de vierde deelname van Monaco aan de Olympische Zomerspelen.
De zes deelnemers kwamen alleen uit in de schietsport. Roger Abel, Victor Bonafède en Herman Schultz namen ook aan de Spelen van 1924 deel.
Kunstconcours
Naast de sportwedstrijden werd een kunstconcours gehouden. Hieraan nam Augutse Philippe Marocco (schilderkunst) voor de tweede keer deel en Marc-César Scotto (muziek) voor de derde keer.

## Deelnemers en resultaten
(m) = mannen, (v) = vrouwen 

### Schietsport
| Olympiër        | Discipline              | Resultaat | Prestatie                       |
| --------------- | ----------------------- | --------- | ------------------------------- |
| Roger Abel      | 50m geweer liggend (m)  | 57e       | 284 puntne                      |
| Pierre Marsan   | 50m geweer liggend (m)  | 65e       | 275 punten                      |
| Michel Ravarino | 50m geweer liggend (m)  | 36e       | 290 punten .                    |
| Victor Bonafède | 50m pistool (m)         | 43e       | 433 punten: (61-79-74-79-68-72) |
| Louis Briano    | 50m pistool (m)         | 41e       | 467 punten: (73-72-79-87-80-76) |
| Herman Schultz  | 50m pistool (m)         | 38e       | 496 punten: (82-79-85-82-87-81) |
| Roger Abel      | 25m snelvuurpistool (m) | onbekend  |                                 |
| Michel Ravarino | 25m snelvuurpistool (m) | onbekend  |                                 |
| Herman Schultz  | 25m snelvuurpistool (m) | onbekend  |                                 |

Afghanistan · Argentinië · Australië · België · Bermuda · Bolivia · Brazilië · Brits-Indië · Bulgarije · Canada · Chili · Colombia · Costa Rica · Denemarken · Duitsland · Egypte · Estland · Filipijnen · Finland · Frankrijk · Griekenland · Groot-Brittannië · Hongarije · IJsland · Italië · Japan · Joegoslavië · Letland · Liechtenstein · Luxemburg · Malta · Mexico · Monaco · Nederland · Nieuw-Zeeland · Noorwegen · Oostenrijk · Peru · Polen · Portugal · Republiek China · Roemenië · Tsjecho-Slowakije · Turkije · Uruguay · Verenigde Staten · Zuid-Afrika · Zweden · Zwitserland